# 洪進源
洪進源，男，台灣教育家，曾任羅東高工進修部主任、2022年8月接任國立海大附中校長